# 치악산

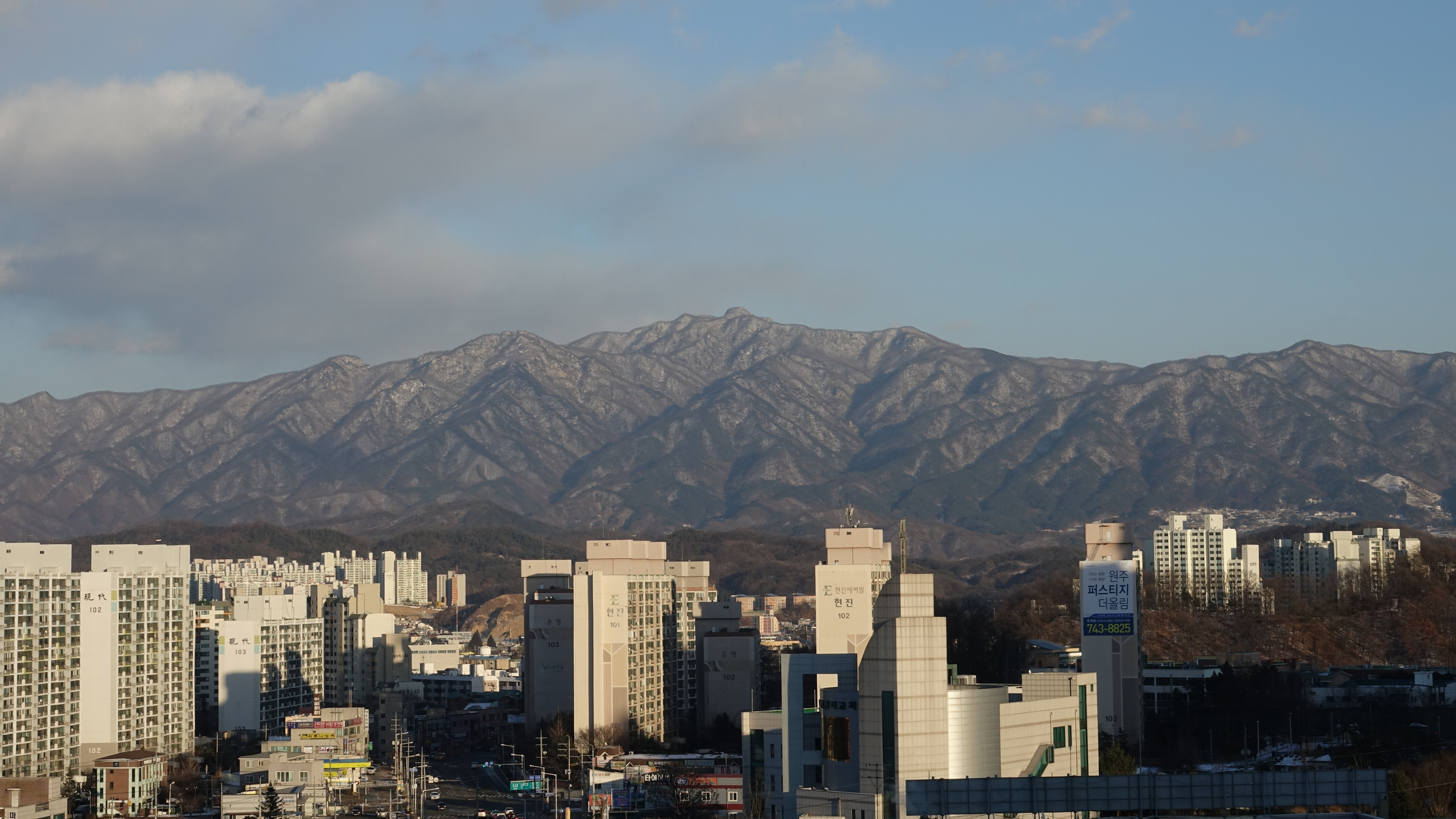
원주 시내에서 보이는 치악산

치악산(雉岳山)은 대한민국 강원특별자치도 원주시와 횡성군의 경계에 있는 산이다. 주봉인 해발 1,288 m의 비로봉을 중심으로 남북으로 뻗어 내린 치악산은 남대봉(1,181 m)과 매화산 (1,085 m) 등 1천여 미터의 고봉들이 연이어 있고 곳곳에 가파른 계곡들과 산성(금대산성, 영원산성, 해미산성)과 사찰(구룡사·상원사·석경사·국형사·보문사·입석사), 사적지가 산재하고 있다. 주능선 서쪽이 급경사를 이루고 있으며 동쪽은 비교적 완만한 경사를 이루고 있다. 특히 구룡사에서 비로봉을 향해 뻗은 북쪽의 능선과 계곡은 가파르기로 유명하다. 태백산맥의 허리에서 남서쪽으로 내리닫는 차령산맥 남쪽 끝에 자리잡고 있다. 치악산 일대의 수림은 대체로 활엽수와 침엽수의 혼효림으로 552종의 수목이 울창하다.  1973년 3월 15일에 도립공원으로, 1988년 6월 11일에 국립공원으로 지정되었다. 치악산국립공원의 면적은 약 182.09km2이다. 이 곳에는 파랑새·호반새·오색딱다구리·청딱다구리·꾀꼬리 등 희귀한 조류가 서식하고 있다.

## 명칭
치악산에는 아래와 같은 《은혜 갚은 꿩》 설화가 전해져 온다.
한 구렁이가 꿩을 죽이려는 것을 한 승려가 살려주게 된다. 그날 밤, 꿩을 잡아 먹지 못한 구렁이가 승려를 찾아와 잡아먹으려 한다. 구렁이는 해가 뜨기 전에 산에서 종소리가 들린다면 승려를 살려주겠다고 말한다. 잠시 후, 산 속에서 3번의 종소리가 들려왔고, 구렁이는 승려를 살려주고 떠난다. 승려가 어찌된 일인지 싶어 상원사로 가서 종을 확인해보니, 종 아래에 꿩이 죽어있었다. 꿩이 종을 쳐서 승려에게 은혜를 갚았던 것이다. 이러한 설화로 인해 본래 단풍이 붉어 적악산(赤岳山)이라고 불리던 산은 꿩 치(雉) 자를 써 치악산(雉岳山)이라는 이름으로 불리게 되었다.

위 설화는 해남 대흥사에서 1921년 발행한 《범해선사 문집》의 '자웅종기'(雌雄鐘記)에 처음 등장한다. 자웅종기가 나오기 전부터 치악산이라고 불린 기록이 있어 위 설화의 영향을 받아 치악산이라는 이름이 생긴 것이라고 보기는 어렵다는 주장도 있다.

## 지리
치악산은 주봉인 비로봉(1,288 m)을 중심으로 능선을 따라 북서쪽으로는 삼봉(1,072 m), 투구봉(1,002 m), 도실암재, 토끼봉(887 m) 등이 이어지며, 북동쪽으로는 배너미재, 천지봉(1,086 m), 966.8봉, 수레너미재, 매화산(1,084 m) 등이 이어진다. 또 남쪽으로는 원통재, 곧은재, 향로봉(1,043 m), 남대봉(1,181 m), 시명봉(1,196 m) 등이 이어진다.
주봉인 비로봉에는 미륵불탑이 있다. 미륵불탑은 돌탑 3기로 구성되어 있으며, 각각의 돌탑은 용왕탑, 산신탑, 칠성탑이라고 불린다. 이 탑은 용창중이라는 사람이 비로봉 정상에 돌탑 3개를 쌓으라는 신의 계시가 담긴 꿈을 꾸고는 1962년 9월부터 1964년까지 만든 것이다.
치악산은 비로봉을 기준으로 북쪽으로는 비로봉과 세렴폭포, 구룡사를 잇는 길이 나있으며, 남쪽으로는 향로봉, 남대봉으로 이어지는 능선을 따라 길이 나있다. 사다리병창길은 치악산 비로봉과 세렴폭포를 이어주는 능선길이다. '병창'은 강원특별자치도 방언으로 '벼랑'을 이르는 말로, '사다리병창'이라는 명칭은 사다리를 세워놓은 것처럼 생긴 벼랑길이라는 의미이다. 계곡길은 사다리병창길처럼 비로봉과 세렴폭포를 잇는 길로, 사다리병창길 서쪽에 자리하고 있다. 계곡길은 이름 그대로 계곡을 끼고 있는 길이다. 또, 치악산에는 총 길이 139.2 km인 치악산 둘레길이 있다. 총 11개 코스로 구성된 이 둘레길은, 2016년부터 조성되기 시작하여 2021년 5월 20일 전 구간이 개통되었다.

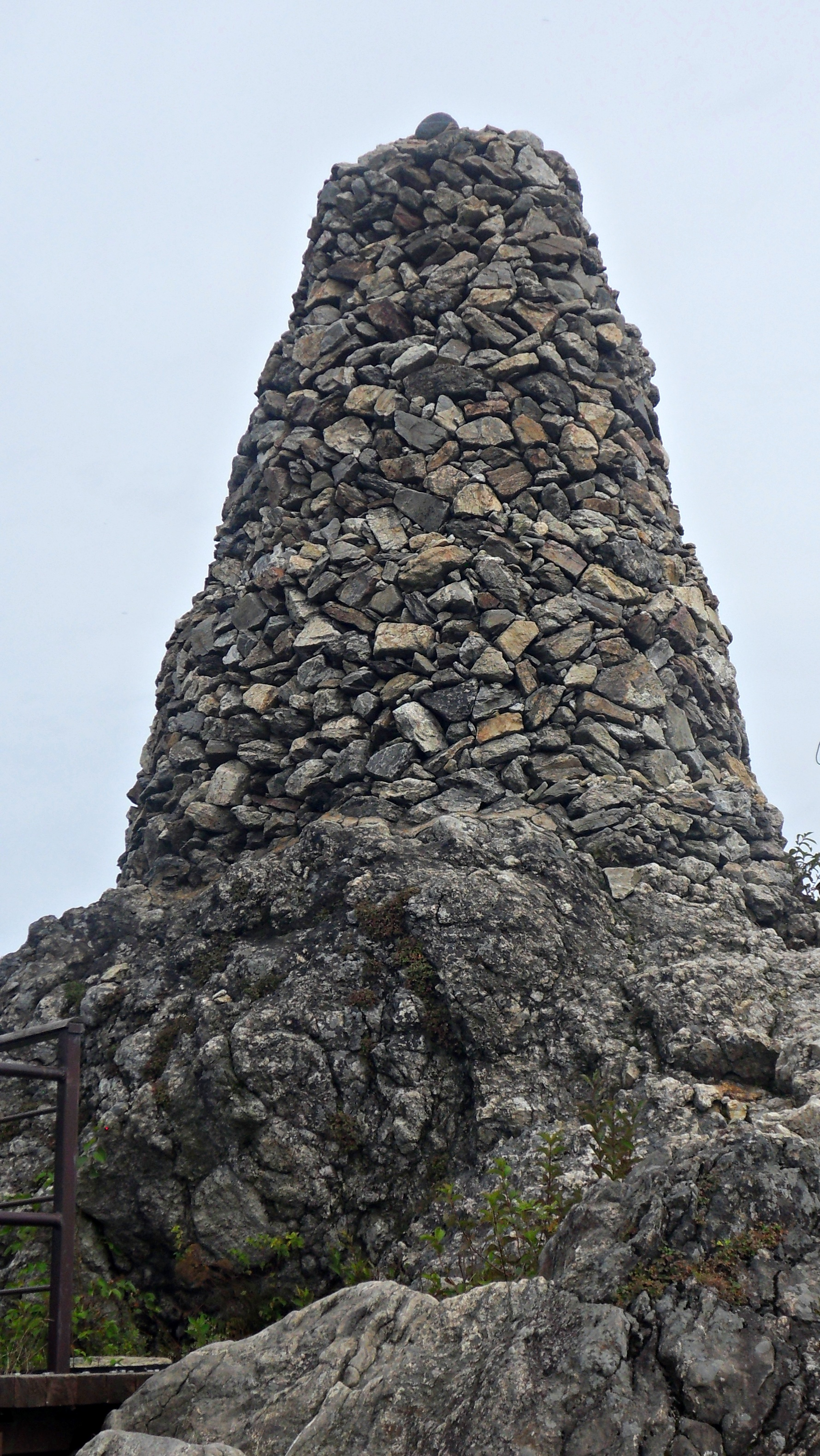
산신탑
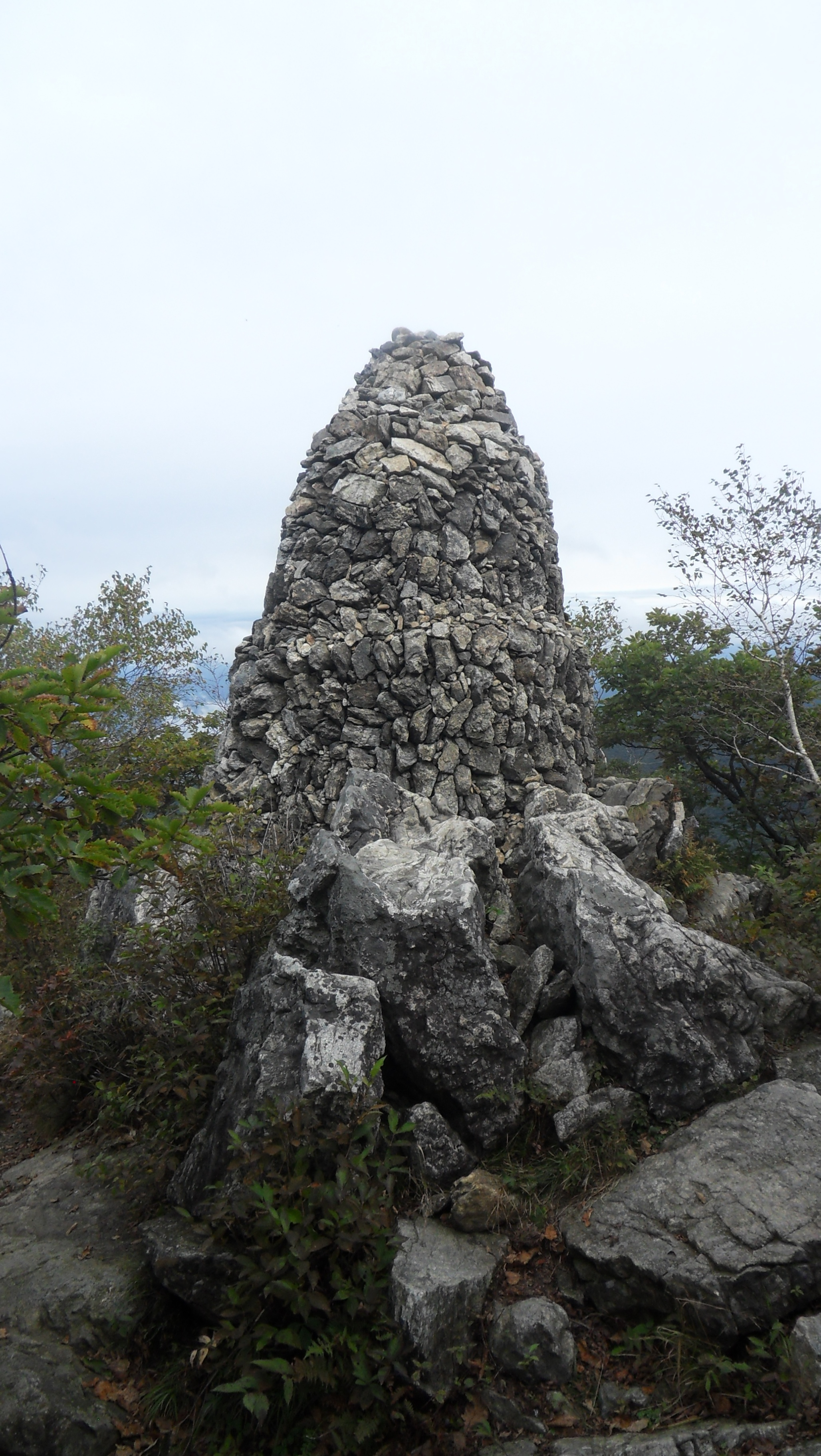
칠성탑
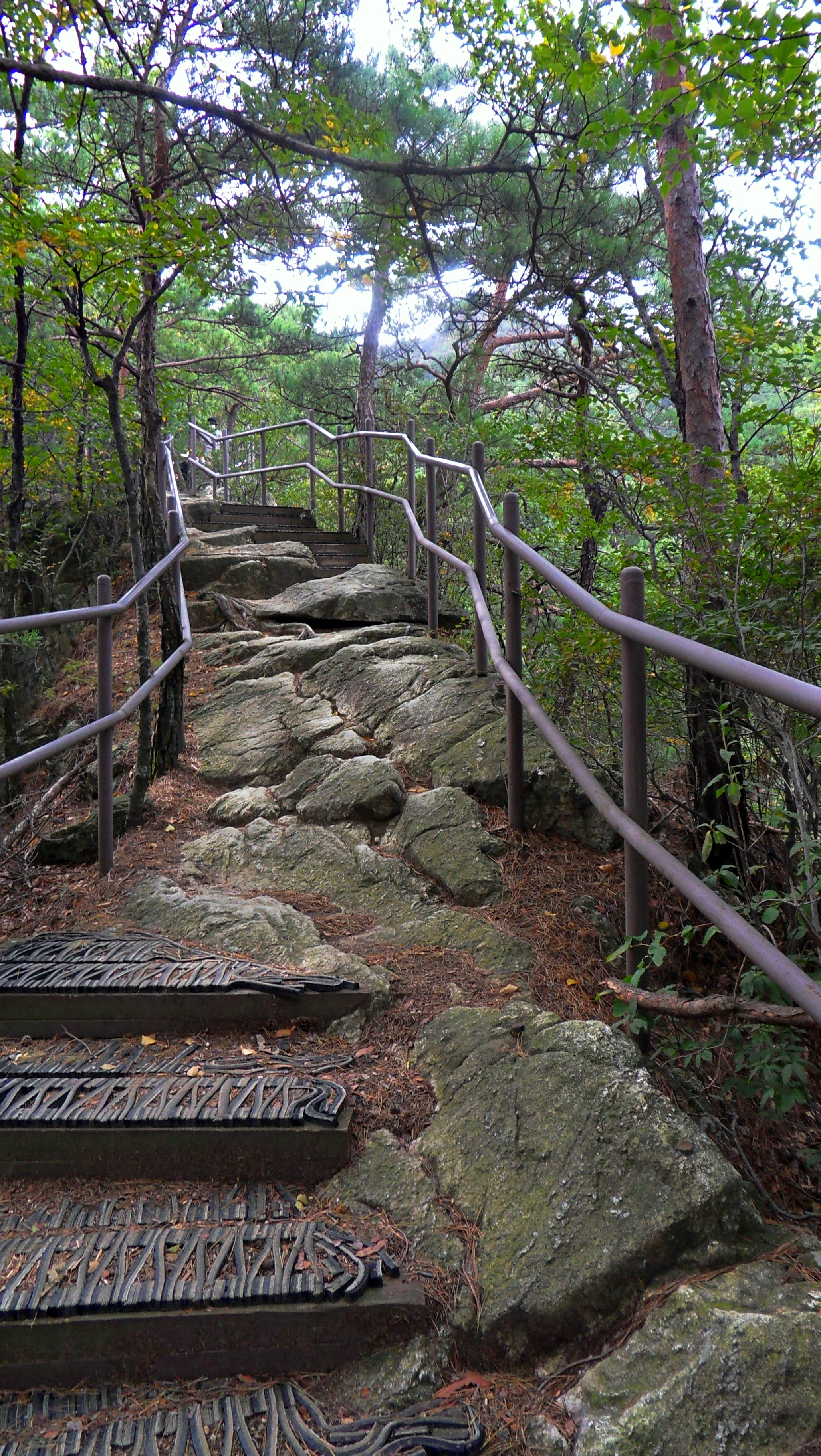
사다리병창길
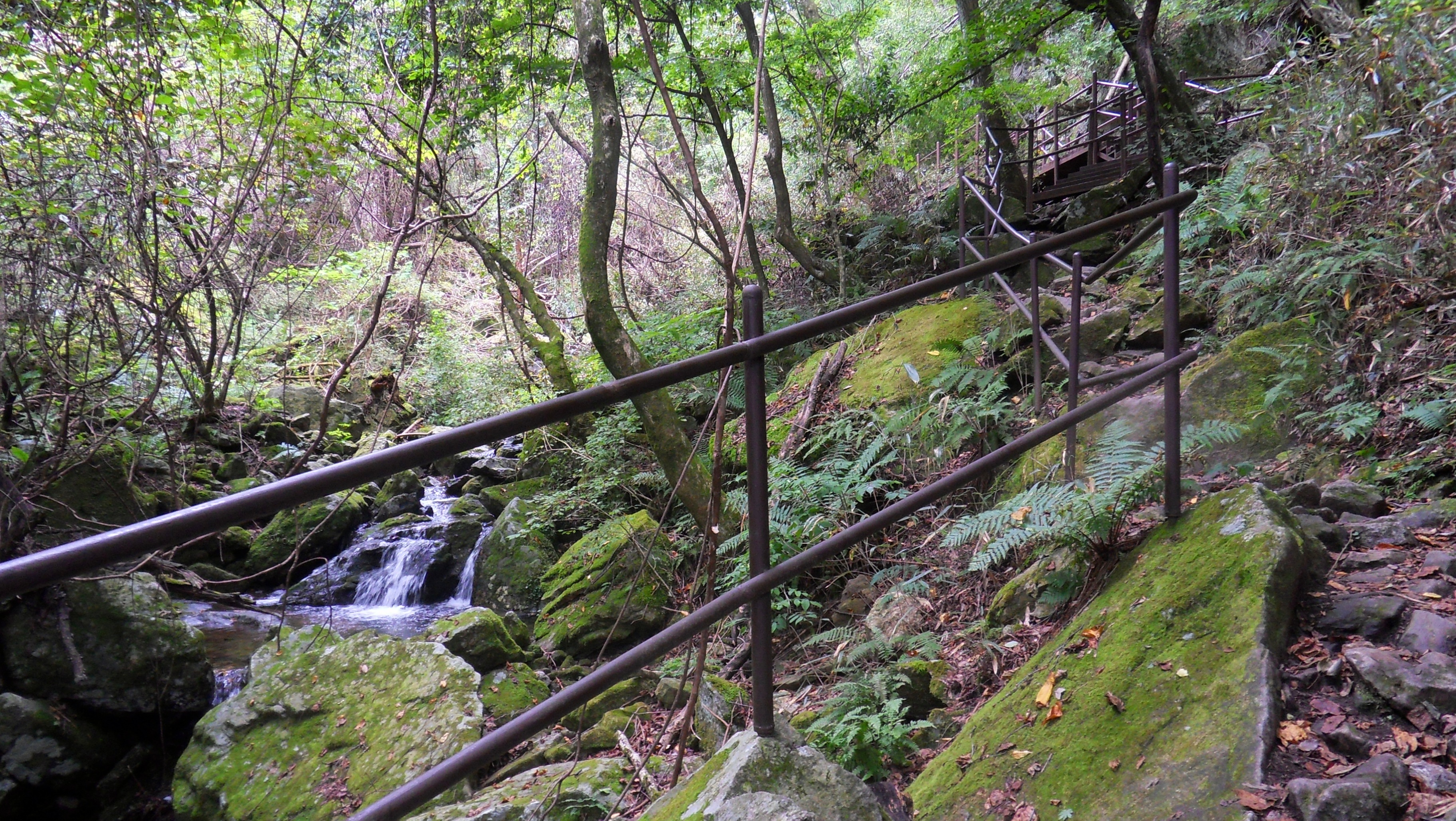
계곡길

## 지질
선캄브리아기 고원생대의 암석들은 횡성군 남부 치악산과 가까운 지역인 안흥면에 가장 넓게 분포한다. 이중 안흥면에 분포하는 고원생대 변성암류는 광역적인 미그마타이트화 작용과 화강암화 작용을 받은 편마암 복합체와 이들을 관입하는 고기 화강암류로 구분된다. 이 지역에 가장 넓게 분포하고 있는 편마암 복합체는 퇴적암과 석회암이 다양한 성분의 화강암질 물질의 유입을 수반하는 고도 변성작용에 의해 미그마타이트화 작용 및 화강암화 작용을 받은 암체이다.

### 치악산 편마암
치악산 편마암(PRcgn; Precambrian chiaksan gneiss)은 횡성군에서 가장 오래된 암석이다. 이는 남으로는 치악산과 박달령, 동으로는 평창군 방림면 일대에 이르기까지 넓게 분포하는 변성 기반암 복합체의 일부이며, 치악산 편마암은 이질(泥質) 및 사질(沙質) 성분의 퇴적암과 석회암이 다양한 성분의 화강암질 물질의 유입을 수반하는 고도 변성작용에 의해 미그마타이트화 작용 및 화강암화 작용을 받아 형성된 준(準)편마암 복합체이다. 
치악산 편마암은 대체로 호상구조가 뚜렷한 흑운모편마암과 미그마타이트질 편마암이 우세하나, 유입된 화강암질 물질의 종류와 양에 따라 석영장석질 편마암, 거정질 편마암, 반상질 편마암, 우백질 편마암 등 다양한 암상으로 구성되어 있다. SHRIMP 저어콘 U-Pb 연대(이하 U-Pb 연대)를 측정한 결과 치악산 편마암의 퇴적시기는 약 2,070∼1,960 Ma, 약 20억 년 전에 해당할 것으로 추정되며 이후 약 1,860 Ma 시기에 변성작용과 화강암화 작용을 받아 현재의 치악산 편마암을 형성한 것으로 추정된다.

## 같이 보기
- 한국의 산
- 횡성군의 지질